# Soultzmatt
Soultzmatt là một xã trong tỉnh Haut-Rhin, vùng Grand Est ở đông bắc Pháp. Xã này có diện tích 19,57 km², dân số năm 1999 là 2257 người. Khu vực này có độ cao 280 mét trên mực nước biển.